# Biedronka
Biedronka (dansk: Mariehøne) er den største supermarkedskæde i Polen med 2823 filialer (2017) og 67.000 ansatte (2019). Den ejes af det portugisiske selskab Jerónimo Martins. En mariehøne indgår i kædens logo.
Biedronka sælger hovedsageligt polske varer, men den har også nogle portugisiske produkter, især vine. Skønt dens oprindelige målgruppe var lavindkomst-kunder, er kæden i dag den mest populære i Polen. Den har holdt en dominerende position på markedet i over et årti og har Lidl som sin hovedkonkurrent.